# ميروسلاف لوبانتسييف
ميروسلاف لوبانتسييف (بالروسية: Лобанцев, Мирослав Александрович)‏ (27 مايو 1995 بموسكو في روسيا - ) هو لاعب كرة قدم روسي في مركز حراسة المرمى. شارك مع منتخب روسيا تحت 21 سنة لكرة القدم. أما مع النوادي، فقد لعب مع لوكوموتيف موسكو ونادي كريليا سوفيتوف سامارا.

## وصلات خارجية
- ميروسلاف لوبانتسييف على موقع قاعدة بيانات كرة القدم.إي يو (الإنجليزية)
- ميروسلاف لوبانتسييف على موقع Soccerway.com (الإنجليزية)
- ميروسلاف لوبانتسييف على موقع عالم كرة القدم.نت (الإنجليزية)